# Fredy Maidana
Fredy Abel Maidana (ur. 1 marca 1994) – paragwajski lekkoatleta, sprinter. 
W 2013 zdobył brązowy medal w biegu na 100 metrów podczas mistrzostw Ameryki Południowej juniorów. Podwójny srebrny medalista młodzieżowych mistrzostw Ameryki Południowej w Montevideo (2014).

## Osiągnięcia
| Rok  | Impreza                                     | Miejsce     | Konkurencja             | Lokata     | Wynik  |
| ---- | ------------------------------------------- | ----------- | ----------------------- | ---------- | ------ |
| 2013 | Mistrzostwa Ameryki Południowej juniorów    | Resistencia | bieg na 100 metrów      | 3. miejsce | 10,58w |
| 2013 | Mistrzostwa Ameryki Południowej juniorów    | Resistencia | bieg na 200 metrów      | eliminacje | 22,29  |
| 2014 | Mistrzostwa ibero-amerykańskie              | São Paulo   | bieg na 200 metrów      | 7. miejsce | 21,27  |
| 2014 | Młodzieżowe mistrzostwa Ameryki Południowej | Montevideo  | bieg na 200 metrów      | 2. miejsce | 20,90  |
| 2014 | Młodzieżowe mistrzostwa Ameryki Południowej | Montevideo  | sztafeta 4 × 100 metrów | 2. miejsce | 40,88  |
| 2017 | Mistrzostwa Ameryki Południowej             | Asunción    | bieg na 200 metrów      | 4. miejsce | 21,16w |
| 2018 | Igrzyska Ameryki Południowej                | Cochabamba  | bieg na 200 metrów      | eliminacje | 21,16  |
| 2018 | Igrzyska Ameryki Południowej                | Cochabamba  | sztafeta 4 × 100 metrów | 5. miejsce | 39,99  |
| 2018 | Mistrzostwa ibero-amerykańskie              | Trujillo    | bieg na 200 metrów      | 4. miejsce | 20,97  |
| 2018 | Mistrzostwa ibero-amerykańskie              | Trujillo    | sztafeta 4 × 100 metrów | 2. miejsce | 39,99  |
| 2019 | Mistrzostwa Ameryki Południowej             | Lima        | bieg na 100 metrów      | eliminacje | 10,68  |
| 2019 | Mistrzostwa Ameryki Południowej             | Lima        | bieg na 200 metrów      | 6. miejsce | 21,32  |
| 2022 | Igrzyska Ameryki Południowej                | Asunción    | sztafeta 4 × 100 metrów | 2. miejsce | 39,60  |
| 2023 | Mistrzostwa Ameryki Południowej             | São Paulo   | bieg na 100 metrów      | eliminacje | 10,57  |
| 2023 | Mistrzostwa Ameryki Południowej             | São Paulo   | sztafeta 4 × 100 metrów | 2. miejsce | 39,25  |
| 2024 | Mistrzostwa ibero-amerykańskie              | Cuiabá      | sztafeta 4 × 100 metrów | –          | DNF    |
| 2025 | Mistrzostwa Ameryki Południowej             | Asunción    | sztafeta 4 × 100 metrów | 5. miejsce | 40,01  |
| 2025 | World Athletics Relays                      | Kanton      | sztafeta 4 × 100 metrów | repasaże   | 39,37  |

## Rekordy życiowe
- Bieg na 100 metrów – 10,44 (2014) rekord Paragwaju[1][2]
- Bieg na 200 metrów – 20,90 (2014) rekord Paragwaju[1]

7 kwietnia 2024 w Meksyku paragwajska sztafeta 4 × 100 metrów z Maidaną na trzeciej zmianie wynikiem 39,05 ustanowiła aktualny rekord kraju w tej konkurencji.